# MoldExpo
Centrul Internațional de Expoziții Moldexpo (cel mai des Moldexpo) este un complex expozițional de afaceri, business și de agrement din Chișinău, Republica Moldova. A fost fondat în 1956 cu numele Expoziția Agricolă Republicană Permanentă, iar în 1959 a fost redenumit în Expoziția Realizărilor Economiei Naționale a R.S.S. Moldovenești (E.R.E.N.).
Moldexpo dispune de spații expoziționale cu o suprafață de 5000 m.p. pe interior, 10000 m.p. – pe exterior, din totalul de 24,2 ha pe care este amplasat respectivul complex. Anual, în pavilioanele centrului, se desfășoară peste 50 de expoziții și tîrguri.

## Obiective
- Organizarea și desfășurarea manifestărilor expoziționale în țară și peste hotare.
- Organizarea și desfășurarea conferințelor, seminarelor, prezentărilor, programelor de afaceri etc.
- Elaborarea și realizarea acțiunilor promoționale.
- Elaborarea, designul, proiectarea și montarea standurilor expoziționale.
- Darea în chirie a echipamentului expozițional.